# Jaya Indravarman II
Jaya Indravarman II (Phạn văn: जय इंद्रवर्मन, chữ Hán: 釋利因陀羅跋摩 / Dịch-lợi Nhân-đà-la-bạt-ma, trị vì 854 - 898) là người sáng lập triều đại thứ sáu của liên bang Champa. Hành trạng của ông được chứng thực bởi di chỉ tháp Đồng Dương.

## Tiểu sử
Khoảng năm 854, vua cuối cùng của triều đại thứ 5 là Jaya Vikrantavarman III băng hà với căn nguyên chưa rõ, một vương tôn vốn lừng lẫy chiến công được chỉ định tức vị với đế hiệu Jaya Indravarman hoặc Sri Indravarman (श्री इंद्रवर्मन), lại có tôn hiệu Laksmindra Bhumisvara Gramasvamin (लक्ष्मीन्द्र भूमिस्वर ग्रामास्वामी).
Indravarman được biết đến như một Phật tử thuần thành nhất, đã hạ lệnh khởi công xây các ngôi chùa lớn tại đô thành từ năm 875, mà dấu tích hiện còn là tháp Đồng Dương. Ông cũng là vị hoàng đế Champa đầu tiên cải theo Đại thừa và ấn định làm quốc giáo. Đương thời, người ta luôn được chứng kiến các cuộc viếng thăm hoàng cung Indravarman của giới tu hành từ khắp nơi trên đất Champa và lân quốc.
Trong các năm 861 - 862 - 865, Indravarman thừa thế nhà Đường ít phòng ngừa phía Nam để mở các cuộc quấy nhiễu đất An Nam, chiếm đoạt của cải rồi về. Sau đó, triều đình phương Bắc phải điều động nhiều tướng giỏi truy quét. Theo Cựu Đường thư, do Indravarman nhận thấy chưa đủ lực đối kháng nhà Đường, nên vào năm 877 ông đã sai sứ giả của mình dâng cống lên Đường Hi Tông ba con voi để xin hòa. Tựu trung, đây là giai đoạn Champa tương đối thái bình thịnh trị.
Năm 889, vua Angkor là Yasovarman I mở hai cuộc tiến công nhằm chinh phục Champa, nhưng thảy bị Indravarman đả bại. Đến năm 890, trong một cuộc giao tranh với quân Champa, Yasovarman bị sát hại trong rừng sâu:54. Quân lực của Indravarman nhân đấy lấn sâu vào lãnh thổ Angkor, chiếm được những nơi hiện nay là Đồng Nai Thượng, Ratanakiri, Mondulkiri. Nhờ thế, lãnh thổ Champa đạt tới cực đại trong lịch sử.
Vào năm 898, Indravarman tạ thế khi chưa kịp có con nối, do đó triều thần lại đề cử một kế vương là Sri Jaya Guhesvara, tức Jaya Simhavarman I, người gọi Indravarman bằng cậu.